# Serge Maury
Serge Jean Maury (Bordeaux, 24 juli 1946) is een Duits zeiler.
Maury won tijdens de wereldkampioenschappen in 1971 de bronzen medaille in de Finn, een jaar later tijdens de Olympische Zomerspelen 1972 won Maury de gouden medaille in de Finn. In 1973 werd Maury wereldkampioen in de Finn. 

## Wereldkampioenschappen
| Jaar | Plaats  | Resultaten |
| ---- | ------- | ---------- |
| 1971 | Toronto | finn       |
| 1973 | Brest   | finn       |

## Olympische Zomerspelen
| Jaar | Plaats   | Resultaten |
| ---- | -------- | ---------- |
| 1972 | München  | finn       |
| 1976 | Montreal | 10e finn   |

1952: Paul Elvstrøm ·
1956: Paul Elvstrøm ·
1960: Paul Elvstrøm ·
1964: Wilhelm Kuhweide ·
1968: Valentin Mankin ·
1972: Serge Maury ·
1976: Jochen Schümann ·
1980: Esko Rechardt ·
1984: Russell Coutts ·
1988: José Doreste ·
1992: José van der Ploeg ·
1996: Mateusz Kusznierewicz ·
2000: Iain Percy ·
2004: Ben Ainslie ·
2008: Ben Ainslie ·
2012: Ben Ainslie ·
2016: Giles Scott ·
2020: Giles Scott